# 美国全国安全委员会
美国全国安全委员会，台湾译为美国国家安全委员会，是一个致力于促进美国健康安全事业的非营利性公共服务会员组织。总部位于美国伊利诺伊州伊塔斯卡，成立于1913年，1953年获得美国国会特许状。成员包括超过55000家企业、工会、学校、公共机构、私人团体和个人。注重可预防的伤亡高发的领域，包括工作场所安全、处方药滥用、青少年驾驶、开车时使用手机以及家庭和社区的安全。

## 历史
1912年钢铁电气工程师协会主办的第一届联合安全大会在美国威斯康星州密尔沃基举行。代表工商界和政府的大约200名与会者决定组织并建立一个促进美国工人生命安全的常设机构。1913年第二届联合安全大会成立了全国工业安全委员会，总部设在伊利诺伊州芝加哥，罗伯特·坎贝尔担任首任董事长，威廉·卡梅伦担任秘书。1914年改名为全国安全委员会，以因应业务扩充至交通和家庭安全。随着会员的增加，全国安全委员会开始制作海报、技术资料介绍和其它出版物。1953年时任美国总统德怀特·艾森豪威尔和美国国会鉴于全国安全委员会的重要贡献，向其颁发国会特许状以“唤起和维护美国人民的利益，在安全和事故预防方面鼓励所有个人、公司和其它组织采用和实行安全生产方法”。

## 业务范围
- 交通安全：在美国，车祸是造成意外伤亡的元凶[3]。全国安全委员会与公共及私人团体合作，协助减少交通伤亡人数[4][5]。

- 防衛駕駛：1964年以来，全国安全委员会在新泽西州和纽约州开设了首个获批的防衛駕駛课程[6][7]。

- 急救：美国国土安全部市民组织委员会领导下，全国安全委员会提供安全、合规、健康方面的急救培训课程，包括真人课堂及在线两种方式，以提高个人和团体的救援意识。1991年全国安全委员会紧急护理服务计划启动以来，已有800多万救援人员接受了该计划的培训。

- 车队安全：全国安全委员会及其合作伙伴举办了各种研讨会，以提请人们注意车队司机死亡事件，并制定策略保护司机行车安全。

- 青少年驾驶：全国安全委员会计划通过阶段驾驶许可教育来减少青少年驾驶机动车的死亡率，这一教育过程在限制乘客和夜间驾驶等车祸高危因素的前提下，通过让青少年驾驶者在课程中逐步提升车祸风险强度，将青少年驾驶死亡率降低20%到40%[8]。

- 工作场所安全：全国安全委员会与美国职业安全与健康管理局、美國勞工部一道，加强工作场所安全，协助减少意外伤亡人数。

- 培训：全国安全委员会提供基于职业安全和健康、驾驶员技术提升和紧急护理的最佳实践培训课程。

- 失业：全国安全委员会、跨国公司领导层、联邦安全专家举行了美国首个关于失业安全的研讨会，以帮助减少工伤造成的失业。

- 预防老年人跌倒：跌倒是老年人伤亡的主要原因[9]。全国安全委员会是预防跌倒协会成员，该协会希望推进一项全国行动计划，以提升社区对预防老年人跌倒的认识与支持。

- 美国安全社区计划：全国安全委员会在美国运营安全社区资助和认证中心，以支持世界卫生组织安全社区计划。社区表明其促进安全的长期承诺后可申请安全社区称号。

## 组织结构
全国安全委员会由董事会和代表理事会管理。董事会管理信托和战略事务。代表理事会制定代表团议程和公共政策，并跟踪安全、健康和环境趋势。来自全国安全委员会行业志愿者部门的2000多名志愿者协助董事会和代表理事会决策并执行由委员会专业人员开发和实施的操作程序和方案。由21个地方分会组成的全国安全委员会在社区开展安全、健康和环境工作，提供培训、研讨会、讲习班、咨询、通讯、更新和安全资助材料以及网络渠道。
全国安全委员会会员分属工商业、建筑、公路交通安全、劳工、汽车运输和公用事业等部门，有些部门还会进一步细分。部门会员为一年一度的全国安全委员会年会制定计划方案，并参与研究成果、新概念、新趋势和安全挑战理念的讨论。

### 全国安全委员会年会
每年秋季举行的全国安全委员会年会吸引了15000名安全和卫生专业人员以及来自多个国家的行业供应商。年会推广安全与健康产品服务以及新的安全技术和培训方法。出席年度大会的人士亦可参加技术会议及专业发展研讨会，获得继续教育学分。

## 全国安全月
1996年全国安全委员会将6月确定为全国安全月，旨在提高人们对主要安全和健康风险的认识并最终减少意外伤亡人数。全国安全月的每周都关注一个特定的安全场所：工作场所、交通、家庭和社区。